# Дзвони (вірш)
«Дзвони» (англ. The Bells) — ономатопоетичний вірш Едгара Аллана По, опублікований в 1849 році. Вірш складається з чотирьох частин.
За словами головного редактора, Едгар По надсилав три різні варіанти вірша і надрукований був останній з них. Вперше опубліковано посмертно в 1849 році в Нью-Йоркському журналі «The Union Magazine».
Всесвітню популярність отримала музична поема для оркестру, хору та солістів «Дзвони», написана у 1913 році С. В. Рахманіновим на слова цього вірша в перекладі К. Бальмонта.

## Аналіз
Вірш складається з чотирьох частин, кожна з яких витримана в особливій тональності: срібні дзвіночки саней, весільні дзвони, набат, що сповіщає про небезпеку, похоронний дзвін.
Тема вірша — символічне зображення життя людини: народження, любов, трагедія, смерть.

## Публікація та історія написання
Влітку 1848 року поет зайшов провідати М. Л. Шю (дочка лікаря, жінка глибоко релігійна, Марія Луїза допомагала родині По, доглядаючи за хворою Вірджинією, а після її смерті — за самим поетом, який важко сприйняв втрату) і поскаржився, що погано себе почуває, навіть дзвін дратує його: «Я повинен написати вірш, а у мене немає ні почуття, ні натхнення; у мене немає теми, я абсолютно вичавлений». Пані Шю, наслідуючи манеру По, взялася за перо і написала: «Дзвони» Едгара По , а потім і перший рядок: «The Bells, the little silver bells». Поет швидко закінчив строфу. Марія Луїза запропонувала початок другої строфи: «The heavy iron bells», яку поет негайно продовжив. У заголовку По виправив: «Поема пані Шю», посилаючись на те, що вірш безсумнівно належить їй від того, що «у вірші компонування, план — найважливіше». Брат пані Шю додає, що після цього Едгар проспав до опівночі, а прокинувшись засів за звичайну свою нічну роботу.
У первинному варіанті вірш складалося з 18 рядків. Поет повернувся до нього знов взимку 1849, написав кілька варіантів (останній налічував 113 рядків), які відправив в різні журнали.
Опублікований після смерті поета 27 жовтня 1849 в Нью-Йоркському журналі «Union Magazine».

## «Дзвони» Рахманінова
За мотивами вірша написана однойменна симфонічна поема С. В. Рахманінова.
Робота над поемою була розпочата влітку 1912 року, коли композитор робив нарис плану симфонії. Якраз в цей час він отримав анонімного листа з проханням прочитати доданий до листа бальмонтівський переклад вірша Е. По, який, на думку автора, ідеально підходить для музики і повинен зацікавити Рахманінова. Ім'я автора листа стало відомо тільки після смерті Рахманінова, ним виявилася учениця віолончеліста М. Є. Букініка Марія Данилова. Четирехчастинний віршований твір відразу сподобалося композитору, незважаючи на траурний фінал, він взявся за роботу. Працювати над поемою композитор почав навесні 1913 у Римі, а закінчив у Росії, в Івановці.
За спогадами С. В. Рахманінова, «він працював над цією композицією з гарячковим жаром» і говорив, що вона залишиться одним з найулюбленіших його творів.
Яскраво новаторський, насичений небувало новими хоровими й оркестровими прийомами, цей твір вплинув на хорову й симфонічну музику XX століття. Тема цього твору характерна для мистецтва символізму, для того етапу російського мистецтва й творчості Рахманінова: у ньому символічно втілені різні періоди людського життя, що підводить до неминучої смерті; апокаліптична символіка Дзвонів, що несе ідею Кінця Світу, ймовірно вплинула на «музичні» сторінки роману Томаса Манна «Доктор Фаустус».